# Giuseppe Oliveri
Giuseppe Oliveri, (né le 28 février 1889 à Campo Ligure et mort le 22 mai 1973 à Varazze) est un coureur cycliste italien. Professionnel de 1912 à 1928, il a notamment remporté une étape du Tour d'Italie 1920 et pris la troisième place de Milan-San Remo l'année précédente.
Il a également découvert et occupé un rôle d'entraîneur auprès de son compatriote Giuseppe Olmo.
Son neveu Fred Oliveri a également été coureur cycliste professionnel.

## Palmarès
- 1919
  - 2e de Milan-Turin
  - 3e de Milan-San Remo
- 1920
  - 1re étape du Tour d'Italie
- 1921
  - Course de côte du mont Faron
- 1923
  - 3e des Six Jours de Londres
- 1924
  - 2e des Six Jours de Breslau
  - 2e des Six Jours de Berlin